# Malaisinia pulcherrima
Malaisinia pulcherrima är en tvåvingeart som beskrevs av Erich Martin Hering 1938. Malaisinia pulcherrima ingår i släktet Malaisinia och familjen borrflugor.
Artens utbredningsområde är Myanmar. Inga underarter finns listade i Catalogue of Life.